# Olaf Bull
Olaf Jacob Martin Luther Breda Bull, född 10 november 1883 i Oslo, död 23 juni 1933, var en norsk författare, son till Jacob Breda Bull.
Bull anses vara en av de främsta lyrikerna i nordisk 1900-talslitteratur. Hans första diktsamlingar präglas av en extatisk livskänsla, som i debutsamlingen Digte (1909). Efterhand framträder grubblaren i honom, och hans senare lyrik – inklusive Metope (1927) och Oinos og Eros (1930) –är präglad av smärtfylld reflexion.
Av helt annan karaktär är diktsamlingen De hundrede år (1928), som är en överblick över norskt samhälls- och kulturliv under 1800-talet.
Påverkan från Henri Bergson och den franska symbolismen kan skönjas på flera ställen i hans lyrik. Denna framträder tydligt i de lyrisk-filosofiska universitetskantaten "Ignis ardens" i Brinnande eld (1932).